# 長井源

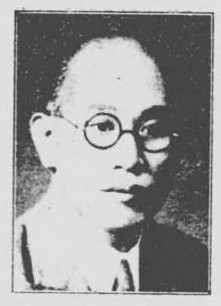
長井源

長井 源（ながい げん、1894年（明治27年）8月13日 - 1966年（昭和41年）9月19日）は、日本の政治家、弁護士。三重県飯南郡粥見町（現松阪市）出身。戦前の大日本帝国の帝国議会の民政党衆議院議員。戦後の日本進歩党・改進党・日本民主党・自由民主党の衆議院議員。

## 来歴・人物
三重師範学校（現在の三重大学）を卒業した。三重県内の尋常小学校の教員を経て、法律を学ぶため1923年（大正12年）明治大学法学部法律学科を卒業した。高等文官試験をパス（合格）した。衆議院議員に初当選する前のキャリアとして、弁護士、松阪市会議員、三重県会議員、第33代三重県会副議長（昭和8年11月～昭和10年10月在任）を務めた。
1936年（昭和11年）の第19回衆議院議員総選挙に民政党の公認で初当選をした。初当選時は42歳だった。戦前の大日本帝国時代の帝国議会で3回当選。戦前は民政党（立憲民政党）の筆頭総務となり、1942年（昭和17年）の翼賛選挙には非推薦候補として当選した。戦後初の1946年（昭和21年）の第22回衆議院議員総選挙で日本進歩党から4回目の当選を果たして、第1次吉田内閣の組閣にて文部大臣として入閣するところを、マッカーサーGHQ（連合国軍最高司令官総司令部）の資格審査にかかり公職追放となった。1951年（昭和26年）に公職追放解除になると国政に復帰し、改進党の重鎮として活躍した。通算6回当選。
1966年（昭和41年）9月19日死去。享年72。

## 選挙歴
- 1936年（昭和11年）2月20日の第19回衆議院議員総選挙で初当選をした。
- 1937年（昭和12年）4月30日の第20回衆議院議員総選挙で2回目の当選をした。
- 1942年（昭和17年）4月30日の第21回衆議院議員総選挙で3回目の当選をした。
- 戦後初の総選挙である1946年（昭和21年）の第22回衆議院議員総選挙で4回目の当選をした。
- 1952年（昭和27年）10月1日 の第25回衆議院議員総選挙で三重2区から当選した（5回目）。改進党に所属していた。
- 1953年（昭和28年）4月19日の 第26回衆議院議員総選挙で三重2区から落選 した。改進党から立候補していた。
- 1955年（昭和30年）2月27日の 第27回衆議院議員総選挙で三重2区から当選した（6回目）。日本民主党に所属していた。
- 1958年（昭和33年）5月22日の 第28回衆議院議員総選挙で 三重2区から落選 した。自由民主党に所属していた。